# Ultimato alemão à Lituânia de 1939

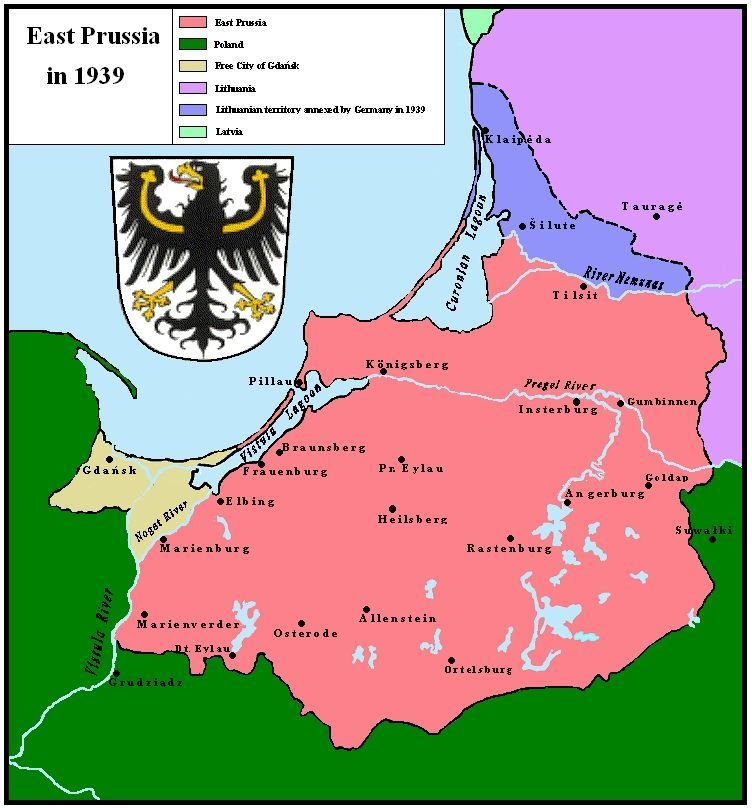
Prússia Oriental após o ultimato; a Região de Klaipėda / Memelland é representada em azul e a Prússia Oriental em rosa.

O ultimato alemão à Lituânia foi um ultimato verbal apresentado ao ministro das Relações Exteriores da Lituânia, Juozas Urbšys, por Joachim von Ribbentrop, ministro das Relações Exteriores da Alemanha nazista, em 20 de março de 1939. Os alemães exigiram que a Lituânia abandonasse a Região de Klaipėda (também conhecida como Território de Memel), que havia sido separada da Alemanha após a Primeira Guerra Mundial, ou a Wehrmacht invadiria a Lituânia. Depois de anos de crescente tensão entre a Lituânia e Alemanha, do aumento da propaganda pró-nazista na região, e a continua a expansão alemã, a demanda era esperada. O ultimato foi emitido apenas cinco dias após a ocupação nazista da Checoslováquia. Os quatro signatários da Convenção de Klaipėda de 1924, que havia garantido a proteção do status quo na região, não ofereceram qualquer assistência material. O Reino Unido e a França seguiram uma política de apaziguamento, enquanto a Itália e o Japão apoiaram abertamente a Alemanha. A Lituânia foi forçada a aceitar o ultimato em 22 de março. Para a Alemanha foi a última aquisição territorial antes da Segunda Guerra Mundial; para a Lituânia foi uma grande retração na economia e na moral; para a Europa seria uma nova escalada nas tensões pré-guerra.